# 藤津郡
- 令制国一覧 > 西海道 > 肥前国 > 藤津郡
- 日本 > 九州地方 > 佐賀県 > 藤津郡

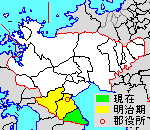
佐賀県藤津郡の位置（緑：太良町）

藤津郡（ふじつぐん）は、佐賀県（肥前国）の郡。
人口7,404人、面積74.3km²、人口密度99.7人/km²。（2025年2月1日、推計人口）
以下の1町を含む。
- 太良町（たらちょう）

## 郡域
1878年（明治11年）に行政区画として発足した当時の郡域は、上記1町に鹿島市・嬉野市を加えた区域にあたる。

## 歴史

### 近世以降の沿革
- 「旧高旧領取調帳」に記載されている明治初年時点での支配は以下の通り。（36村）

| 知行 | 知行           | 村数 | 村名                                                                                                   |
| ---- | -------------- | ---- | --- |
| 藩領 | 肥前佐賀藩     | 12村 | 鍋野村、大野原村、井手川内村、大浦村、糸岐村、多良村、飯田村、音成村、浅浦村、西牟田村、鳥坂村、美野村 |
| 藩領 | 肥前鹿島藩     | 10村 | 中村、森村、八本木村、古枝村、納富分村、重ノ木村、高津原村、両岩村、常広村、三川内村                   |
| 藩領 | 肥前蓮池藩     | 8村  | 馬場下村、下野村、岩屋川内村、伏原村、五町田村、谷所村、井手村、真崎村                                 |
| 藩領 | 鹿島藩・佐賀藩 | 1村  | 山浦村                                                                                                 |
| 藩領 | 佐賀藩・蓮池藩 | 5村  | 不動山村、吉田村、久間村、大草野村、下宿村                                                             |

- 明治4年
  - 7月14日（1871年8月29日） - 廃藩置県により、藩領が佐賀県（第1次）、鹿島県、蓮池県の管轄となる。
  - 11月14日（1871年12月25日） - 第1次府県統合により伊万里県の管轄となる。
- 明治5年5月29日（1872年7月4日） - 佐賀県（第2次）の管轄となる。
- 明治初年 - 鍋野村が馬場下村の、大野原村が岩屋川内村の、井手川内村が下野村の、浅浦村・伏原村が三川内村の、両岩村が吉田村の、西牟田村が高津原村の、鳥坂村が谷所村の、美野村が五町田村のそれぞれ枝村扱いとなる。（27村）
- 明治9年（1876年）
  - 4月18日 - 第2次府県統合により三潴県の管轄となる。
  - 6月21日 - 長崎県の管轄となる。
- 明治11年（1878年）10月28日 - 郡区町村編制法の長崎県での施行により、行政区画としての藤津郡が発足。郡役所が高津原村に設置。
- 明治16年（1883年）5月9日 - 佐賀県（第3次）の管轄となる。

### 町村制以降の沿革

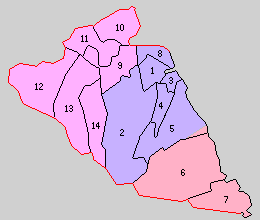
1.南鹿島村 2.能古見村 3.八本木村 4.古枝村 5.七浦村 6.多良村 7.大浦村 8.北鹿島村 9.五町田村 10.久間村 11.塩田村 12.西嬉野村 13.東嬉野村 14.吉田村（紫：鹿島市 桃：嬉野市 赤：太良町）

- 明治22年（1889年）4月1日 - 町村制の施行により、以下の各村が発足。（14村）
  - 南鹿島村 ← 高津原村、重ノ木村、納富分村（現・鹿島市）
  - 能古見村 ← 山浦村、三河内村（現・鹿島市）
  - 八本木村（単独村制。現・鹿島市）
  - 古枝村 ← 古枝村（現・鹿島市）
  - 七浦村 ← 音成村（現・鹿島市）、飯田村（現・鹿島市、太良町）
  - 多良村 ← 多良村、糸岐村（現・太良町）
  - 大浦村（単独村制。現・太良町）
  - 北鹿島村 ← 中村、常広村、井手村、森村（現・鹿島市）
  - 五町田村 ← 五町田村、真崎村、谷所村（現・嬉野市）
  - 久間村（単独村制。現・嬉野市）
  - 塩田村 ← 馬場下村、大草野村（現・嬉野市）
  - 西嬉野村 ← 下宿村、不動山村（現・嬉野市）
  - 東嬉野村 ← 下野村、岩屋川内村（現・嬉野市）
  - 吉田村（単独村制。現・嬉野市）
- 明治30年（1897年）6月1日 - 郡制を施行。
- 大正元年（1912年）12月1日（1町13村）
  - 南鹿島村が町制施行・改称して鹿島町となる。
  - 北鹿島村が改称して鹿島村となる。
- 大正7年（1918年）
  - 8月3日 - 八本木村が町制施行・改称して浜町となる。（2町12村）
  - 10月5日 - 塩田村が町制施行して塩田町となる。（3町11村）
- 大正12年（1923年）4月1日 - 郡会が廃止。郡役所は存続。
- 大正15年（1926年）7月1日 - 郡役所が廃止。以降は地域区分名称となる。
- 昭和4年（1929年）4月22日 - 西嬉野村が町制施行・改称して嬉野町となる。（4町10村）
- 昭和8年（1933年）4月1日 - 嬉野町・東嬉野村が合併し、改めて嬉野町が発足。（4町9村）
- 昭和28年（1953年）4月1日 - 多良村が町制施行して多良町となる。（5町8村）
- 昭和29年（1954年）4月1日 - 鹿島町・能古見村・古枝村・浜町・鹿島村が合併して鹿島市が発足し、郡より離脱。（3町5村）
- 昭和30年（1955年）
  - 2月11日 - 多良町・大浦村が合併して太良町が発足。（3町4村）
  - 3月1日 - 七浦村が分割し、一部（飯田の一部）が太良町、残部（音成および飯田の残部）が鹿島市にそれぞれ編入。（3町3村）
  - 4月1日 - 嬉野町・吉田村が合併し、改めて嬉野町が発足。（3町2村）
- 昭和31年（1956年）9月1日 - 塩田町・久間村・五町田村が合併し、改めて塩田町が発足。（3町）
- 平成18年（2006年）1月1日 - 塩田町・嬉野町が合併して嬉野市が発足し、郡より離脱。（1町）

### 変遷表
| 明治22年以前 | 明治22年4月1日 | 明治22年 - 昭和19年            | 明治22年 - 昭和19年            | 昭和20年 - 昭和29年   | 昭和30年 - 昭和64年                              | 平成1年 - 現在        | 現在   |
| ------------ | -------------- | ------------------------------ | ------------------------------ | --------------------- | ------------------------------------------------ | --------------------- | ------ |
|              | 南鹿島村       | 大正1年12月1日 町制改称 鹿島町 | 大正1年12月1日 町制改称 鹿島町 | 昭和29年4月1日 鹿島市 | 鹿島市                                           | 鹿島市                | 鹿島市 |
|              | 八本木村       | 大正7年8月3日 町制改称 浜町    | 大正7年8月3日 町制改称 浜町    | 昭和29年4月1日 鹿島市 | 鹿島市                                           | 鹿島市                | 鹿島市 |
|              | 北鹿島村       | 大正1年12月1日 改称 鹿島村     | 大正1年12月1日 改称 鹿島村     | 昭和29年4月1日 鹿島市 | 鹿島市                                           | 鹿島市                | 鹿島市 |
|              | 能古見村       | 能古見村                       | 能古見村                       | 昭和29年4月1日 鹿島市 | 鹿島市                                           | 鹿島市                | 鹿島市 |
|              | 古枝村         | 古枝村                         | 古枝村                         | 昭和29年4月1日 鹿島市 | 鹿島市                                           | 鹿島市                | 鹿島市 |
|              | 七浦村         | 七浦村                         | 七浦村                         | 七浦村                | 昭和30年3月1日 鹿島市に編入 （音成、飯田の一部） | 鹿島市                | 鹿島市 |
|              | 七浦村         | 七浦村                         | 七浦村                         | 七浦村                | 昭和30年3月1日 太良町に編入 （飯田の一部）       | 太良町                | 太良町 |
|              | 多良村         | 多良村                         | 多良村                         | 昭和28年4月1日 町制   | 昭和30年2月11日 太良町                           | 太良町                | 太良町 |
|              | 大浦村         | 大浦村                         | 大浦村                         | 大浦村                | 昭和30年2月11日 太良町                           | 太良町                | 太良町 |
|              | 西嬉野村       | 昭和4年4月22日 町制改称 嬉野町 | 昭和8年4月1日 嬉野町           | 嬉野町                | 昭和30年4月1日 嬉野町                            | 平成18年1月1日 嬉野市 | 嬉野市 |
|              | 東嬉野村       | 東嬉野村                       | 昭和8年4月1日 嬉野町           | 嬉野町                | 昭和30年4月1日 嬉野町                            | 平成18年1月1日 嬉野市 | 嬉野市 |
|              | 吉田村         | 吉田村                         | 吉田村                         | 吉田村                | 昭和30年4月1日 嬉野町                            | 平成18年1月1日 嬉野市 | 嬉野市 |
|              | 塩田村         | 大正7年10月5日 町制            | 大正7年10月5日 町制            | 塩田町                | 昭和31年9月1日 塩田町                            | 平成18年1月1日 嬉野市 | 嬉野市 |
|              | 五町田村       | 五町田村                       | 五町田村                       | 五町田村              | 昭和31年9月1日 塩田町                            | 平成18年1月1日 嬉野市 | 嬉野市 |
|              | 久間村         | 久間村                         | 久間村                         | 久間村                | 昭和31年9月1日 塩田町                            | 平成18年1月1日 嬉野市 | 嬉野市 |

## 行政
長崎県藤津郡長
| 代 | 氏名 | 就任年月日                 | 退任年月日               | 備考         |
| -- | ---- | -------------------------- | ------------------------ | ------------ |
| 1  |      | 明治11年（1878年）10月28日 |                          |              |
|    |      |                            | 明治16年（1883年）5月8日 | 佐賀県に移管 |

佐賀県藤津郡長
| 代 | 氏名 | 就任年月日               | 退任年月日                | 備考                   |
| -- | ---- | ------------------------ | ------------------------- | ---------------------- |
| 1  |      | 明治16年（1883年）5月9日 |                           |                        |
|    |      |                          | 大正15年（1926年）6月30日 | 郡役所廃止により、廃官 |

郡長を務めた主な人物
- 横尾純喬